# Махново (Бежаницкий район)
Махново — деревня в Бежаницком районе Псковской области. Административный центр сельского поселения муниципальное образование «Пореченское».
Расположено на реке Мухровка (правый приток Льсты) в 4 км к юго-западу от райцентра Бежаницы.
Численность населения по оценке на 2000 год составляла 290 жителей, по переписи 2002 года — 253 жителя.

## История
До 3 июня 2010 года деревня была административным центром ныне упразднённой Махновской волости.